# Hyparrhenia collina
Hyparrhenia collina är en gräsart som först beskrevs av Pilg., och fick sitt nu gällande namn av Otto Stapf. Hyparrhenia collina ingår i släktet Hyparrhenia och familjen gräs. Inga underarter finns listade i Catalogue of Life.